# Рафаэль-Кастильо
Рафаэль-Кастильо (исп. Rafael Castillo) — город в Аргентине в провинции Буэнос-Айрес в муниципалитете Ла-Матанса.

## История
Адвокат и политик Рафаэль Кастильо, который в 1904—1906 годах был министром внутренних дел Аргентины, владел землёй в этих местах, и когда в 1911 году здесь пожертвованном им участке была построена железнодорожная станция — она получила название в его честь. Вокруг станции вырос населённый пункт, который в 1974 году получил статус города.

## Известные уроженцы
- Леонардо Пискуличи (род.1984) — футболист